# Van Biesbroeck (kráter)

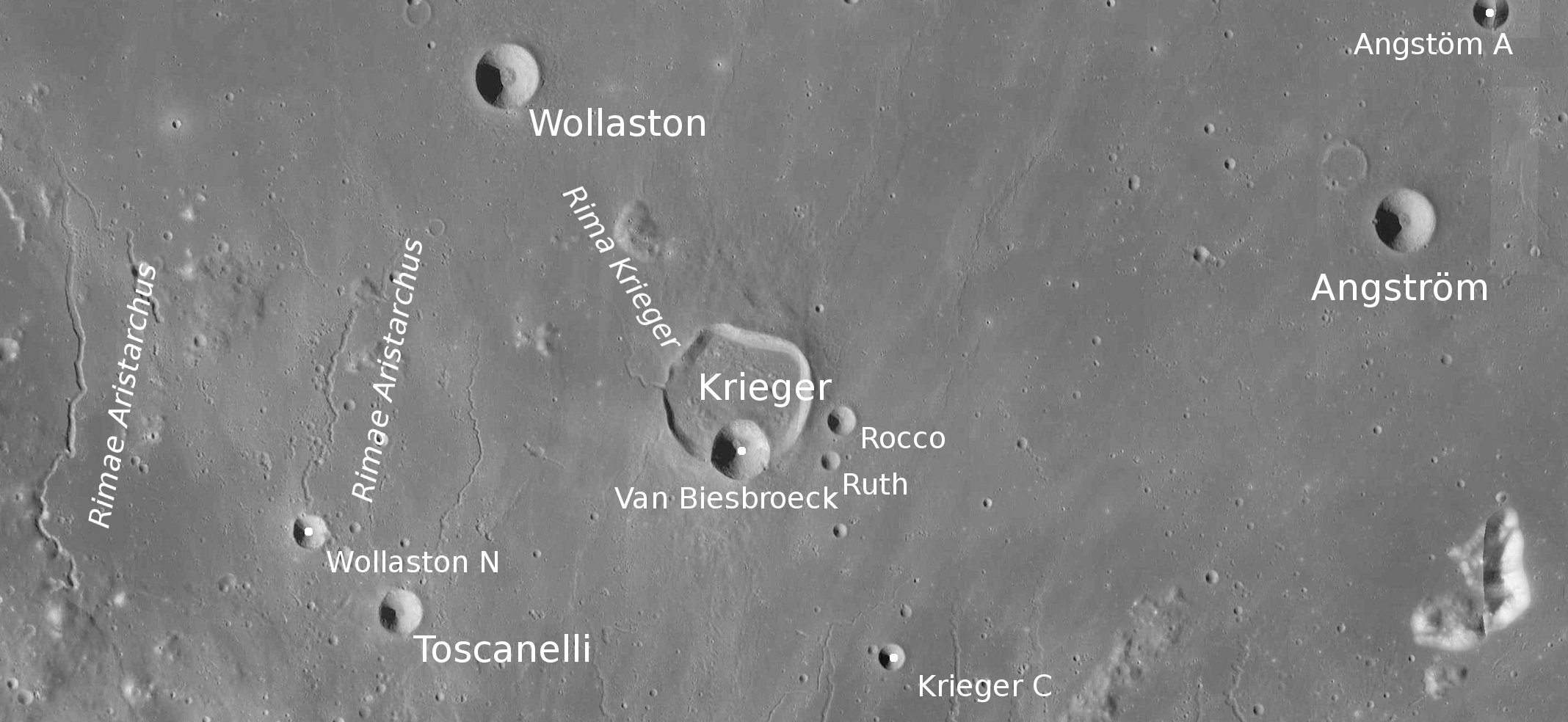
Kráter Van Biesbroeck a okolí.

Van Biesbroeck je malý impaktní kráter miskovitého tvaru nacházející se ve východní části měsíčního moře Oceanus Procellarum (Oceán bouří) na přivrácené straně Měsíce. Má průměr 10 km, jeho dno postrádá centrální pahorek. Než jej v roce 1976 Mezinárodní astronomická unie pojmenovala na současný název, nesl označení Krieger B.
Van Biesbroeck leží na jižní části okrajového valu většího kráteru Krieger, který má lávou zatopené dno. Východně lze nalézt malé kráterové jamky Rocco a Ruth. Severozápadně leží kráter Wollaston, západo-jihozápadně Toscanelli a východo-severovýchodně Angström. Západně a jižně se táhne síť brázd Rimae Aristarchus a severozápadně směrem ke kráteru Wollaston brázda Rima Krieger.

## Název
Pojmenován je podle amerického astronoma belgického původu George Van Biesbroecka.